# T2 (zespół muzyczny)
T2 – brytyjski zespół muzyczny grający rock progresywny, najbardziej znany ze swojego debiutanckiego albumu It’ll All Work Out In Boomland, wydanego w 1970.

## Historia
T2 powstał na bazie zespołu Neon Pearl, prowadzonego przez perkusistę Pete Duntona. Dunton był do 1968 członkiem grupy Please, do której należał też późniejszy członek Neon Pearl, gitarzysta basowy Bernard Jinks. Zespół Neon Pearl rozpadł się w 1969, kiedy Dunton razem z Adrianem Gurvitzem dołączyli do grupy Gun, Bernard Jinks natomiast został członkiem grupy Bulldog Breed.
Kiedy doszło do powtórnego spotkania Duntona z basistą Jinksem i byłym gitarzystą Bulldog Breed, 17-letnim Keithem Crossem powstał zespół T2. Trio wykonywało odmianę psychodelicznego, względnie progresywnego rocka, podobnie jak wiele powstałych w tym czasie grup. Brzmienie grupy przypominało zespół Cream.
Zespół T2 nagrał album It’ll All Work Out In Boomland, po czym dał serię koncertów, m.in. na Isle of Wight Festival, gdzie wystąpili m.in. Jimi Hendrix, Miles Davis, The Doors czy Joni Mitchell. Gdy jednak zespół zabrał się do nagrywania następnego albumu, Fantasy, doszło do wewnętrznych nieporozumień, w efekcie których odszedł Keith Cross. Zespół próbował kontynuować działalność z nowym gitarzystą Mikiem Fosterem ale bez powodzenia. W 1972 roku zespół T2 rozpadł się.
W latach 90., na fali powrotów wielu grup rockowych z lat 70. również i zespół T2 przypomniał o sobie reaktywując się w zmienionym składzie (Peter Dunton – perkusja, główny wokal, Bernard Jinks – gitara basowa, śpiew, Mike Foster – gitary) i nagrywając kilka albumów.
Perkusista i wokalista Peter Dunton zmarł 20 stycznia 2022 roku na nowotwór mózgu.

## Dyskografia
- 1970 – It’ll All Work Out In Boomland (Decca Records, wznowiony w 1992 przez SPM/World Wide Records; zawiera 3 dodatkowe nagrania)
- 1992 – Second Bite (SPM/World Wide Records)
- 1993 – Waiting For The Band (SPM/World Wide Records)
- 1994 – On The Frontline (SPM/World Wide Records)
- 1997 – Fantasy (lub T2) (SPM/World Wide Records; zawiera archiwalne nagrania z niedokończonego przed laty albumu Fantasy)
- 2012 – 1971–1972 (Acme; zawiera różne archiwalne nagrania w okresie działalności zespołu)